# Billingham
Billingham is een civil parish in het bestuurlijke gebied Stockton-on-Tees, in het Engelse graafschap Durham met 36.165 inwoners.

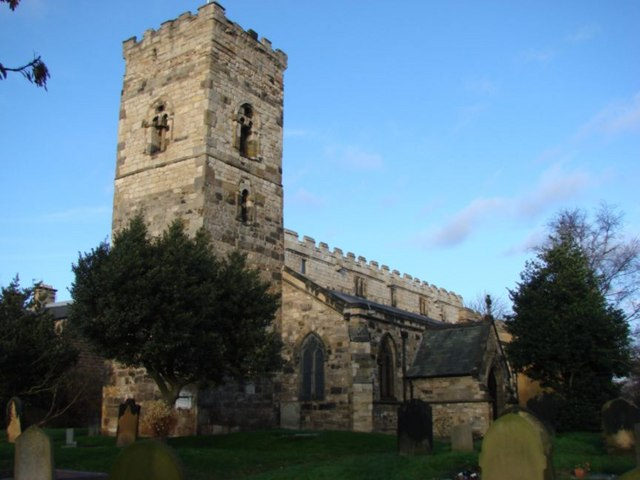
Kerk van St. Cuthbert

## Geboren
- Jamie Bell (1986), acteur